# Waaloversteek-monument
Het Waaloversteek-monument in Nijmegen is een monument voor de herdenking van de Waaloversteek.

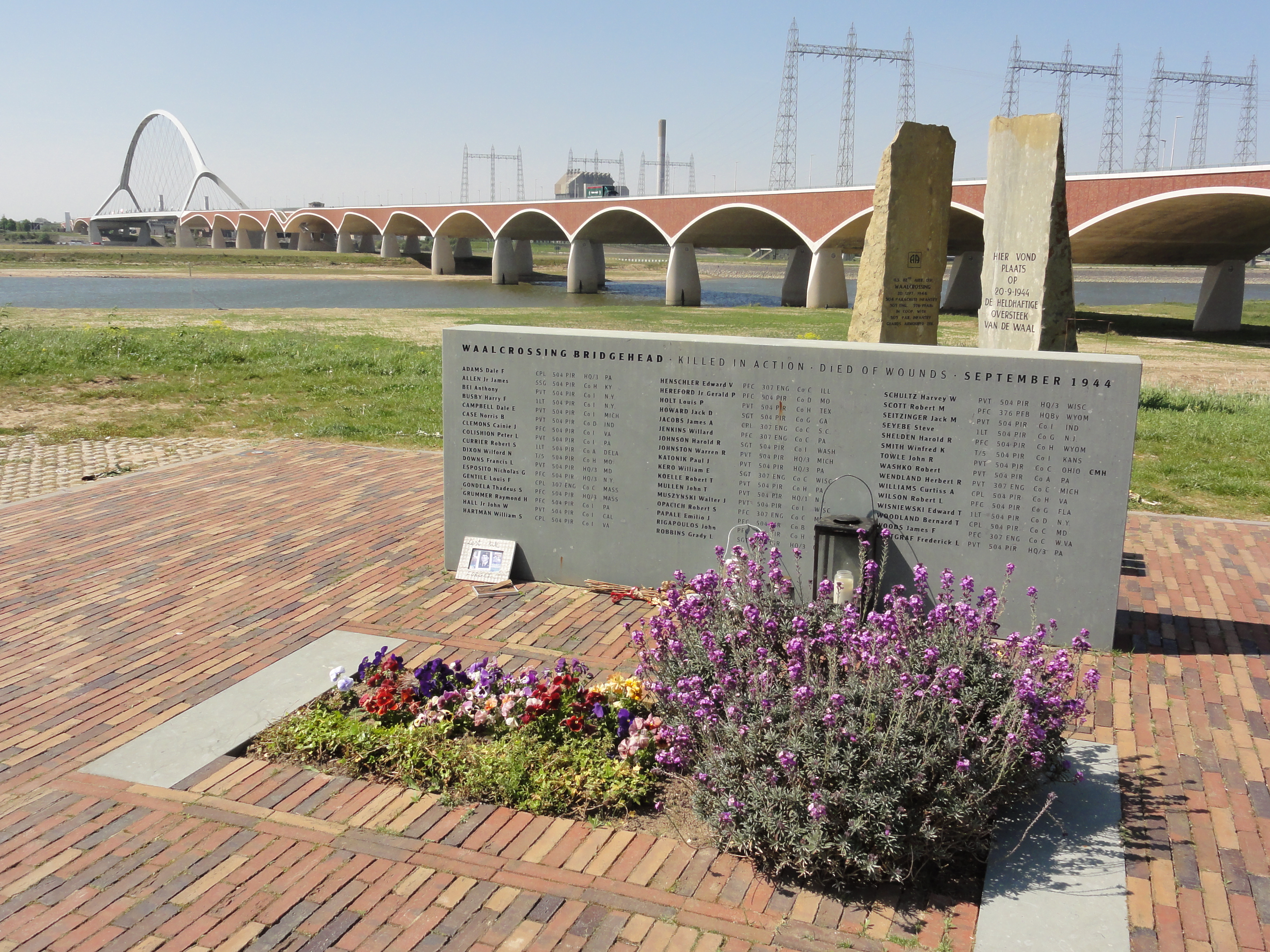
Monument met gedenkmuur

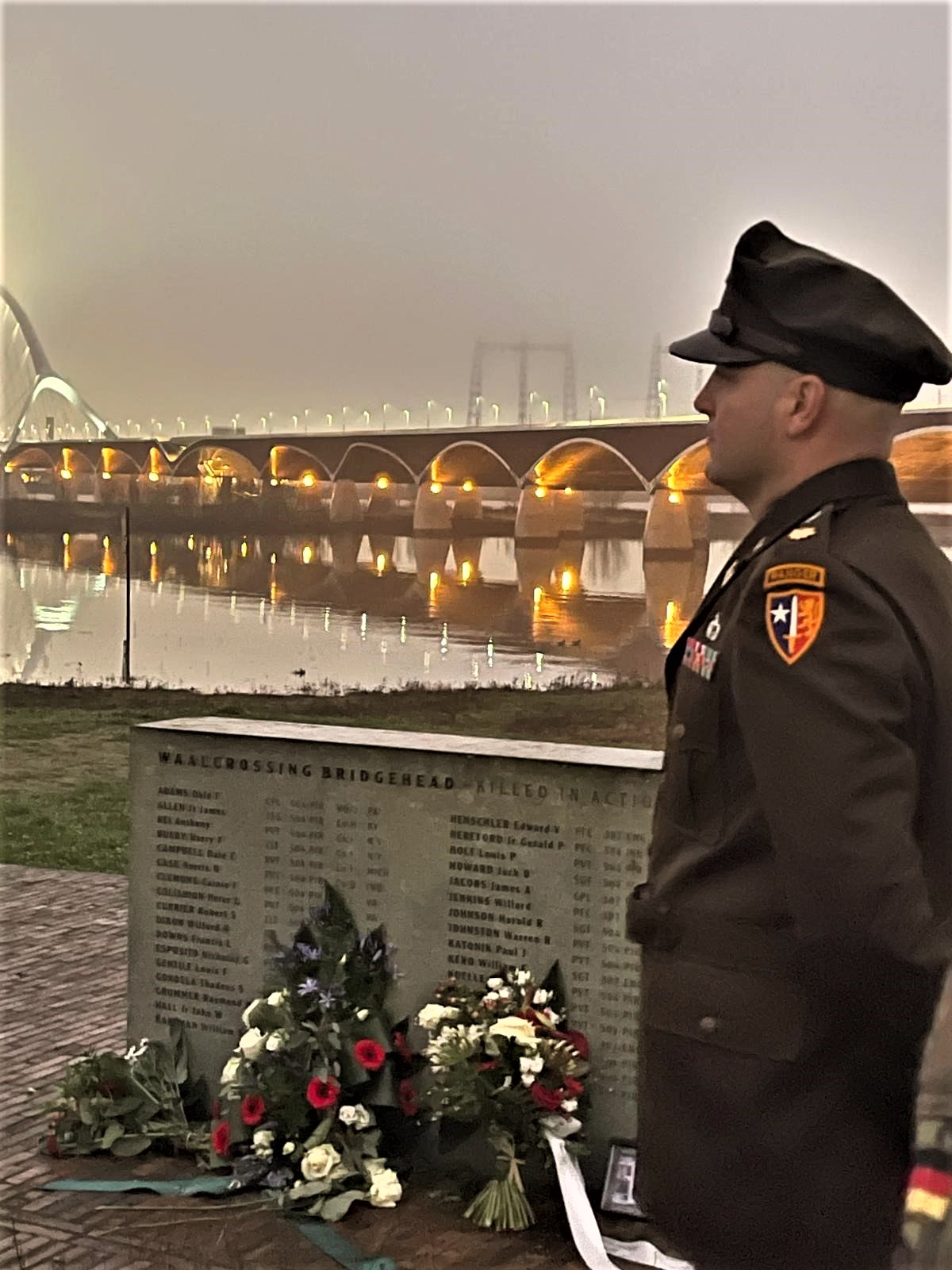
Officier bij het Waaloversteek monument

## Ontwerp
Het monument ‘De Oversteek’ is ontworpen door Marius van Beek. Het originele ontwerp bestond uit twee stenen zuilen met teksten en daarvoor liggend een gedenksteen met 48 namen. Deze 48 namen zijn de soldaten die omkwamen bij de Waaloversteek op 20 september 1944. Het bevindt zich op de Oosterhoutsedijk ter hoogte van de brug de Oversteek waar, ten tijde van 2e wereldoorlog, de operatie ook daadwerkelijk plaatsvond. Op beide zuilen staat een tekst gegraveerd. Op de linker zuil staat:
U.S. 82nd AIRB. DIV.
WAALCROSSING
20 SEPT. 1944
504 PARACHUTE INFANTRY
307 ENG. 376 PFABn
IN COÖP. WITH
505 PAR. INFANTRY
GUARDS ARMOURED DIV.
18 SEPT. 1984
Op de rechter zuil staat:
HIER VOND
PLAATS
OP
20-9-1944
DE HELDHAFTIGE
OVERSTEEK
VAN DE WAAL
De twee zuilen met het plakkaat ervoor bevonden zich dichtbij elkaar op een rond plateau van stoeptegels.

### Wijzigingen
Met de komst van de nieuwe brug de Oversteek in 2011 werd het monument tijdelijk weggehaald. In de afwezigheid van het monument stond er een informatiebord. Toen de brug in 2013 voltooid was werd het monument met een paar aanpassingen weer teruggeplaatst. In plaats van de liggende steen met de namen stond er bij de hernieuwde versie een gedenkmuur. Bij de 48 namen is één extra naam toegevoegd. Op de nieuwe gedenksteen staat het volgende:
WAALCROSSING BRIDGEHEAD – KILLED IN ACTION – DIED OF WOUNDS – SEPTEMBER 1944
Met daaronder volgend de 49 namen van de overleden soldaten. De nieuwe gedenkmuur staat verder af van de twee zuilen. Ook bevindt zich voor deze muur een klein bloemenperk waar vaak bloemen, vlaggen en kaarsjes te vinden zijn voor de overleden soldaten.

### Controversie
De toevoeging van de 49e naam, de naam van Norris B. Case, bracht veel controverse met zich mee. Auteurs zijn het er niet over eens of Case wel daadwerkelijk is overleden bij de Waaloversteek, of dat hij 3 dagen eerder bij de slag om Grave dodelijk gewond is geraakt. Ondanks deze onduidelijkheid is ervoor gekozen om hem op het nieuwe monument erbij te zetten.

## Geschiedenis
De initiatiefnemers achter de oprichting zijn prof. dr. Huygen en Herman Jansen. Beide mannen waren ten tijde van de tweede wereldoorlog in Lent en hebben de opofferingen van de Amerikaanse soldaten met hun eigen ogen gezien. De onthulling van het monument vond plaats op 18 september 1984. Het werd onthuld door Generaal James M. Gavin. Hij had tijdens de Waaloversteek de leiding over de Amerikaanse troepen.

### Recent
Het monument speelt een grote rol bij de herdenking van de Waaloversteek. Na de 70e herdenking op 21 september 2014 ontstond er een nieuw burgerinitiatief. Om de overleden soldaten te eren loopt er iedere dag een veteraan over de brug op het moment dat de stadsverlichting  aangaat. Op stadsbrug De Oversteek bevinden zich 48 paar lampen die een voor een aan gaan in het tempo van een trage mars. Ieder paar lampen staat gelijk aan een gesneuvelde Amerikaanse soldaat. Na het oversteken van de brug brengt de veteraan de eregroet aan monument "De Waaloversteek".
Ook is het monument onderdeel van The Liberation Route, de route die de geallieerden volgden bij de bevrijding van Europa.